# 悔悛するマグダラのマリア (ティツィアーノ、サンクトペテルブルク)
『悔悛するマグダラのマリア』（かいしゅんするマグダラのマリア、伊: Maddalena penitente、英: Penitent Magdalene）は、イタリア・ルネサンスのヴェネツィア派の巨匠ティツィアーノ・ヴェチェッリオが1565年ごろ、キャンバス上に油彩で描いた絵画で、画面左側の岩の上に画家の署名がある。悔悟の涙にくれるマグダラのマリアを主題としている画家の一連の作品のうちの1点である。作品は現在、サンクトペテルブルクのエルミタージュ美術館に所蔵されている。

## 作品
『画家・彫刻家・建築家列伝』を著したマニエリスム期の画家・伝記作家のジョルジョ・ヴァザーリは、1566年にティツィアーノの工房を訪れ、スペイン国王フェリペ2世の注文で描かれた『悔悛するマグダラのマリア』を見て感銘を受けたが、この作品は貴族のシルヴィオ・パドエルに買い取られて、代わりに複製がフェリペ2世のもとに送られたと述べている。この2点は現在失われているが、本作は2番目の複製と考えられている。
本作は、ティツィアーノが生前ずっと自宅の工房に置いていたものである。画家の死後、1581年に息子のポンポニオにより工房に残された『十字架を担うキリスト』、『聖セバスティアヌス』とともにクリストファロ・バルバリーゴ (Cristoforo Barbarigo) に売却され、1850年に3作ともバルバリーゴ・コレクションからエルミタージュ美術館に入った。
「ルカによる福音書」(7章36-8章3) によると、マグダラのマリアはイエス・キリストから7つの悪霊を追い出してもらい、キリストの磔刑と復活に立ち会った人物として『聖書』に登場する。彼女はまた、マルタの妹のマリア、パリサイ人シモンの家でキリストの足に香油を塗ったマリア (「ヨハネによる福音書」、12章1-8) として同一視された。そのため、彼女には瞑想的な苦行者、キリストの復活に立ち会えた選ばれし者、悔悛する罪人といったイメージが重ね合わされるようになった。本作の図像は、マリアがマルセイユに移った後、30年あまり荒野で悔悛の生活を送ったという伝説にもとづいている。 
マグダラのマリアは、中世以降、無数の美術作品の主題に採用されてきた。中世後期においては、もっぱら「キリストの磔刑」図でキリストの足元に悲嘆する姿で描かれたが、中世末からルネサンスにいたって主題のレパートリーも増え、「十字架降架」、「キリストの埋葬」、「キリストの復活」、「ノリ・メ・タンゲレ」などにも登場するようになった。「悔悛する」図像で、マグダラのマリアが頻繁に描かれるようになったのはトリエント公会議以降のことである。
1533年ごろの『悔悛するマグダラのマリア 』 (パラティーナ美術館、フィレンツェ) とは異なり、ティツィアーノはマリアの裸体を着衣の姿として、胸も衣服で覆われた姿で描いているが、作品には官能性が色濃い。一方で、メメント・モリの概念を表すために花瓶、開いた本、頭蓋骨を描きいれている。人物像と調和した色彩の使用により、パラティーナ美術館の作品よりも色彩表現がより成熟したものとなっている。背景の空は夕日の光線に浸されており、暗い岩が明るく照らされたマリアの姿と対照的である。なお、本作はナポリのカポディモンテ美術館にある『悔悛するマグダラのマリア』(1550年頃) に非常に類似している。

## ティツィアーノのマグダラのマリア

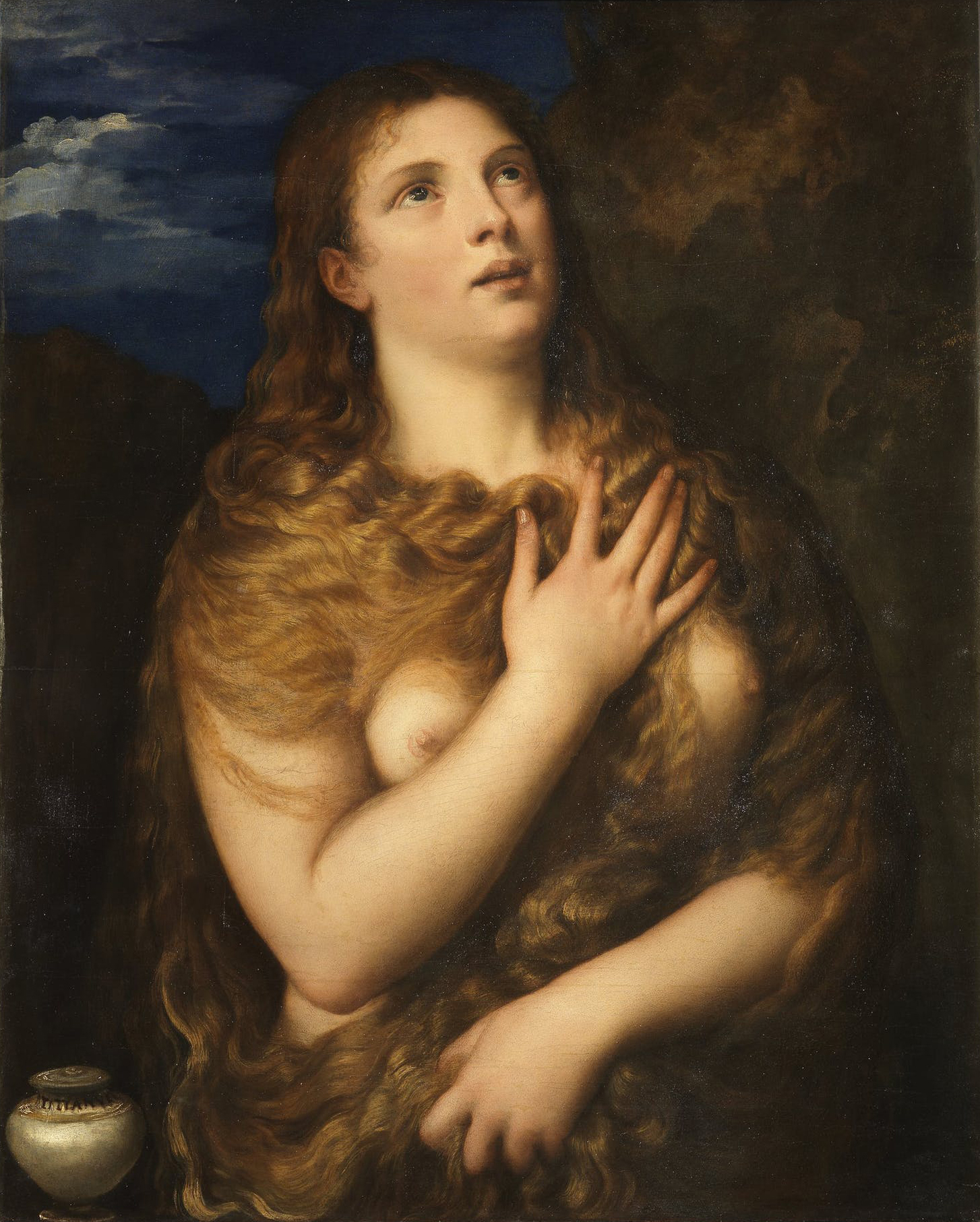
『悔悛するマグダラのマリア』(1533年頃)、パラティーナ美術館 （フィレンツェ）
『悔悛するマグダラのマリア』(1550年頃)、カポディモンテ美術館 （ナポリ）